# Westerlund 2
Westerlund 2 ist ein verdeckter kompakter junger Sternhaufen (möglicherweise ein Supersternhaufen) in der Milchstraße, der vermutlich ein oder zwei Millionen Jahre alt ist. Zu ihm gehören einige der heißesten, hellsten und schwersten bekannten Sterne. Der Sternhaufen liegt in dem Sternentstehungsgebiet Gum 29 und ist 20.000 Lichtjahre entfernt im Sternbild Kiel des Schiffs.

## Besonderheiten
Der Sternhaufen umfasst zumindest ein Dutzend junge O-Sterne, die heißer als 38.000 K sind und in ihrer Leuchtkraft mehr als das 230.000fache der Leuchtkraft der Sonne erreichen. Auch die weiteren 20 O-Sterne des Sternhaufen, die zur Hauptreihe gehören, deuten auf ein sehr geringes Alter des Sternhaufens hin.
Mehrere Wolf–Rayet-Sterne befinden sich im Umfeld von Westerlund 2, wenngleich nicht im Zentrum. Dazu zählen WR20a, ein Doppelsternsystem aus zwei WR Sternen, und die Sterne WR20aa, WR20b, und WR20c. Diese fünf WR-Sterne sind extrem junge und massereiche Objekte der OIf*/WN Spektralklasse und gehören zu den leuchtkräftigsten Sternen der Galaxie: die zusammengesetzte Spektralklasse kennzeichnet junge und extrem massereiche, Wasserstoff brennende Sterne, die begonnen haben Stickstoff und Helium an die Oberfläche zu konvertieren und einen starken Sternwind entwickeln, so dass sie die Emissionslinien eines Wolf-Rayet-Stern aufweisen. Nur der Doppelstern WR21a, der in der annähernd gleichen Sichtlinie liegt, ist wahrscheinlich kein Mitglied von Westerlund 2.
Zu Westerlund 2 gehören auch viele Sterne die noch nicht die Hauptreihe erreicht haben und eine Masse von weniger als 2,5 Sonnenmassen aufweisen. Diese Sterne beschränken das Alter des Sternhaufens auf etwa zwei Millionen Jahre.

## Entdeckung
Der Sternhaufen wurde Anfang der 1960er Jahre von Bengt Westerlund entdeckt und in Folge nach ihm benannt; der Sternbestand wurde erst später ermittelt.